# Napoleonshat
Napoleonshatten er en lille kage, oftest trekantet i form, med marcipan som fyld. Dejen består af en mørdej og bunden dyppes efter bagning i chokolade.